# 田村ジャーナル
田村ジャーナル（たむらジャーナル）は、2003年10月3日から2011年3月27日までアール・エフ・ラジオ日本で放送されていた政治番組。

## 概要
政治評論家の田村玲子がディスクジョッキーを務めていた。田村が政治の舞台を取材して感じた様々な問題点や争点を語っていた。